# Pont Britannia
Le pont Britannia (en anglais : Britannia Bridge) est l'un des deux ponts qui relient l'île d'Ynys Môn ou Anglesey, à la terre ferme du Pays de Galles, face à Bangor, au-dessus du Menai, ou détroit de Menai.
À l'origine, c'était un pont tubulaire uniquement ferroviaire, composé de travées en poutres fermées rectangulaires en fer puddlé, construit en 1850 par Robert Stephenson. Actuellement, et depuis les années 1970, c'est un pont en arc rail-route, en acier, à deux niveaux.

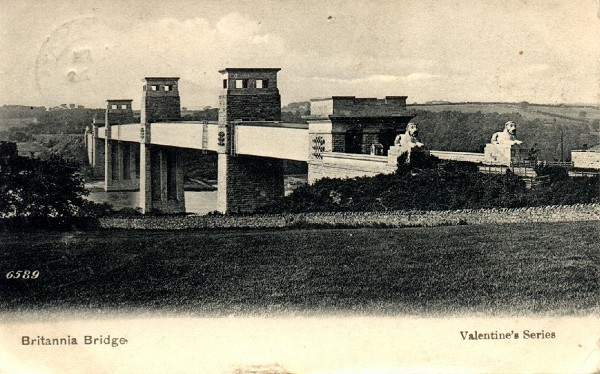
Le pont tubulaire de Stephenson dans son état d'origine, sur une carte postale du début du XXe siècle.

## Le pont tubulaire de Robert Stephenson

### Une portée inusitée
Un premier lien routier entre Anglesey et la terre ferme avait déjà établi en 1826 par le pont suspendu du détroit de Menai. Cependant, la popularité croissante des voyages en chemin de fer nécessita bien vite un second pont destiné à établir un lien de rail direct entre Londres et le port de Holyhead.
C'est à Robert Stephenson, fils du pionnier des chemins de fer George Stephenson, que fut confiée la tâche de construire un tel pont, à un mille (1,6 km) à l'ouest du pont suspendu existant. Contraint par le fait que le détroit devait rester accessible au trafic maritime, et que le nouveau pont ferroviaire devait être suffisamment rigide pour supporter le poids des trains, il construisit un pont à deux portées principales de 460 pieds (140 m), constituées de longs tubes de fer de section rectangulaire, chacun d'eux pesant jusqu'à 1 500 tonnes.
Ces travées métalliques étaient supportées par des piles en maçonnerie, la pile centrale reposant directement sur l'îlot Britannia. Deux travées d'accès, chacune longue de 230 pieds (70 m), complétaient le pont, formant ainsi une poutre continue d'une longueur de 1 511 pieds (461 m). Jusqu'alors, la plus grande portée d'un pont en fer forgé avait été de 31 pieds 6 pouces (9,6 m).

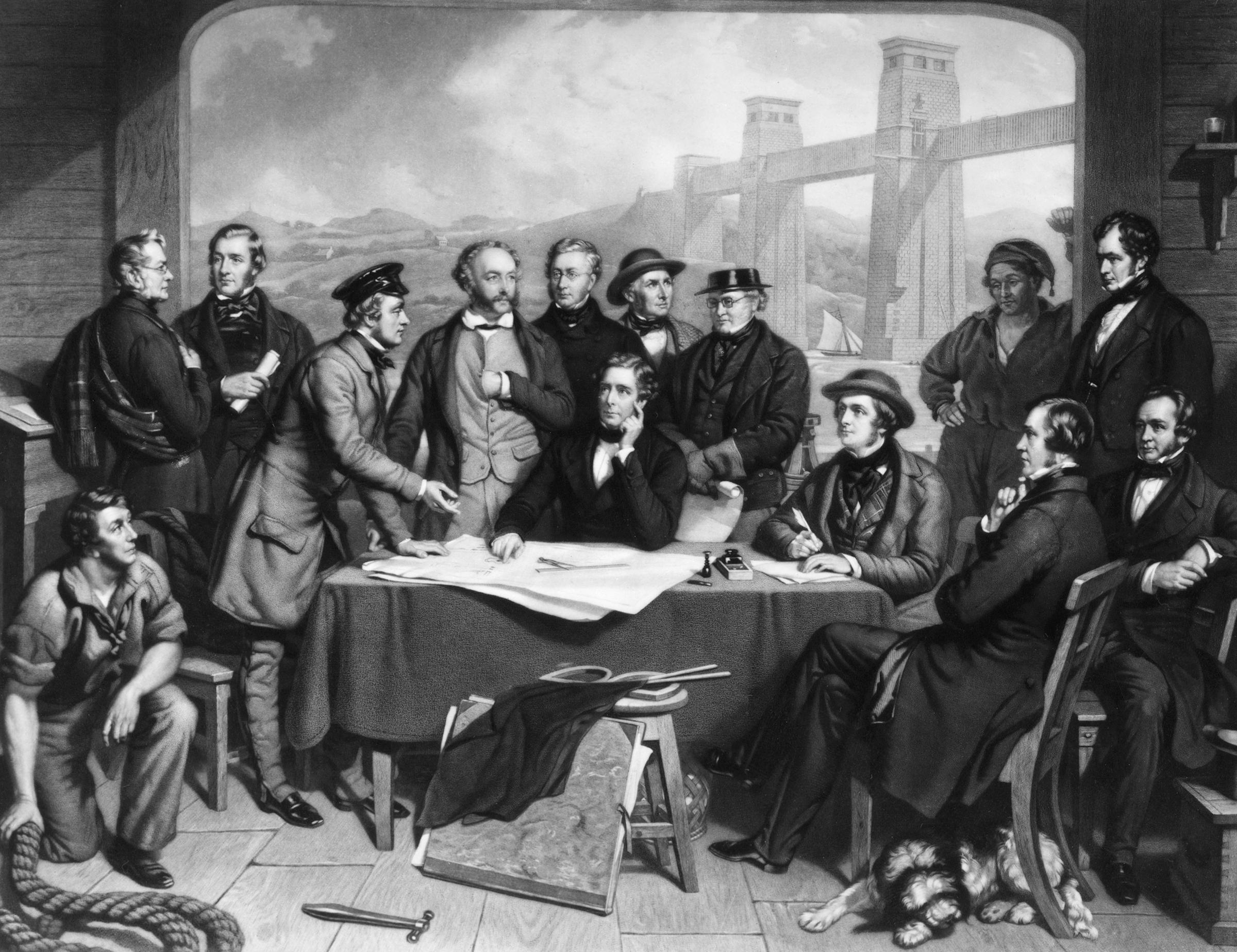
Robert Stephenson et son équipe, en conférence devant le pont Britannia, par John Lucas (1868)

### Faut-il prévoir une suspension auxiliaire?
Stephenson prit pour conseillers deux éminents ingénieurs : William Fairbairn, un vieil ami de son père, et Eaton Hodgkinson, grand spécialiste de la résistance des matériaux. Hodgkinson trouvait irréaliste de vouloir se contenter de tubes, et conseillait une suspension à chaînes, au moins en complément. Au contraire, Fairbairn pensait que les chaînes n'étaient pas nécessaires : "Si tout est bien calculé et les plaques correctement rivetées, disait-il, vous pouvez ranger vos chaînes et avoir un monument parfaitement utilisable, parfait témoin des connaissances et des techniques de son temps !" 

### Des tubes de fer hissés vers le ciel

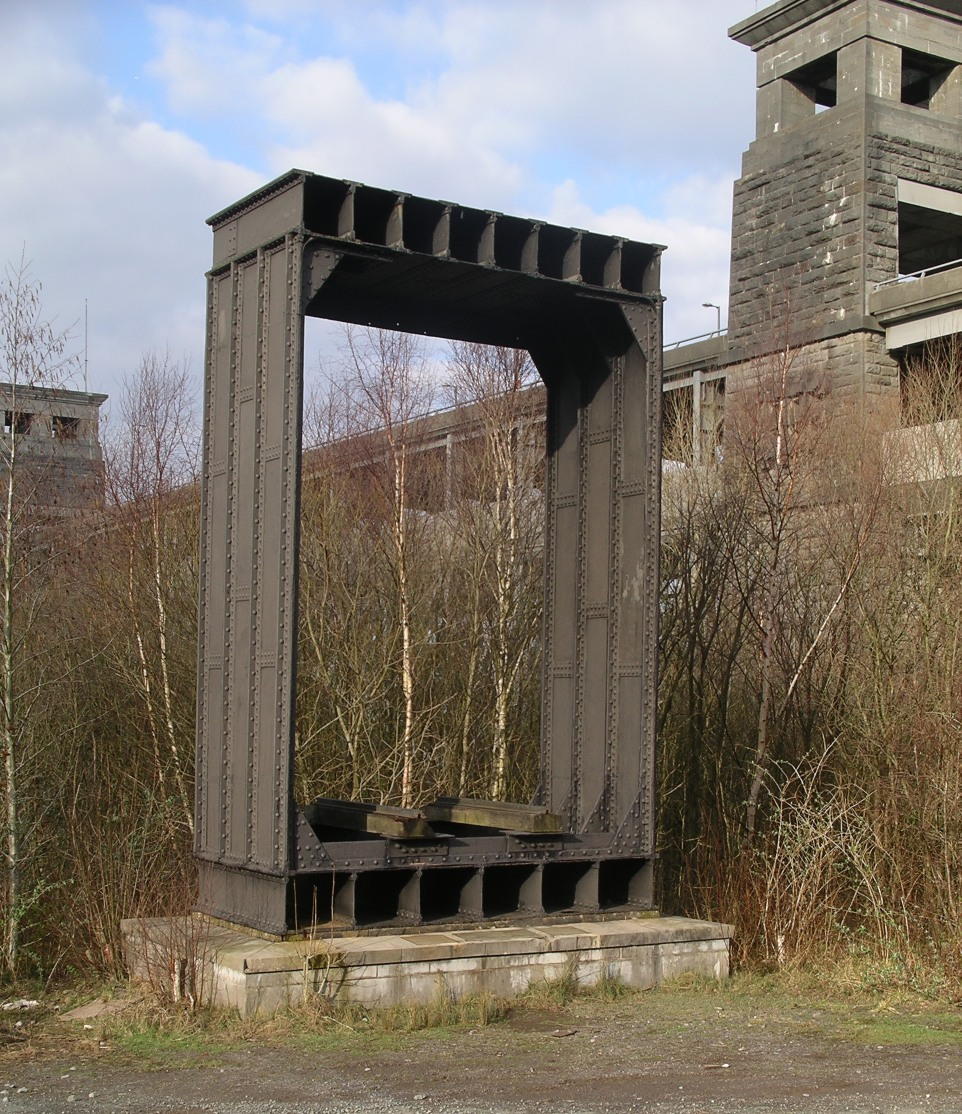
Un élément du tube original en fer forgé, conservé devant le pont Britannia actuel. Les parties creuses étaient renforcées de poutres de bois.

L'opinion majoritaire penchait plutôt pour les positions de Hodgkinson, mais Stephenson soutenait, avec une certaine nervosité, l'opinion de Fairbairn. Pour en avoir le cœur net, on décida de construire et de tester sur le chantier naval de Fairbairn, à Millwall (sur la Tamise, près de Londres), un modèle de 75 pieds (25 m) de portée, destiné à servir de base au projet final.
La première pierre fut posée le 10 avril 1846, le pont fut ouvert le 5 mars 1850. Pour son temps, c'était un édifice d'une taille inusitée, et d'une singulière nouveauté, sa portée considérable laissant loin derrière lui les ponts contemporains en poutres de fonte ou en plaques de tôle. Innovant, il l'était aussi dans sa méthode de construction : les éléments du tube en fer forgé étaient assemblés à terre, puis mis sur des barges avant d'être hissés dans leur position définitive.
Le travail terminé, on put décorer le pont de quatre grands lions de style victorien, sculptés par John Thomas, un à chaque angle.
Depuis ce temps, et malgré les convois toujours plus lourds qu'il eut à supporter dans les décennies qui suivirent, le pont Britannia fut toujours considéré comme un plein succès de l'ingénieur Robert Stephenson, qui eut aussi à construire dans le même temps le High Level Bridge, à Newcastle-upon-Tyne et le pont tubulaire de Conwy, Pays de Galles, juste à côté du pont suspendu à chaînes de Thomas Telford (1826). Un siècle et demi après leur construction, ces ponts sont encore en service.

## Le pont rail-route (années 1970)

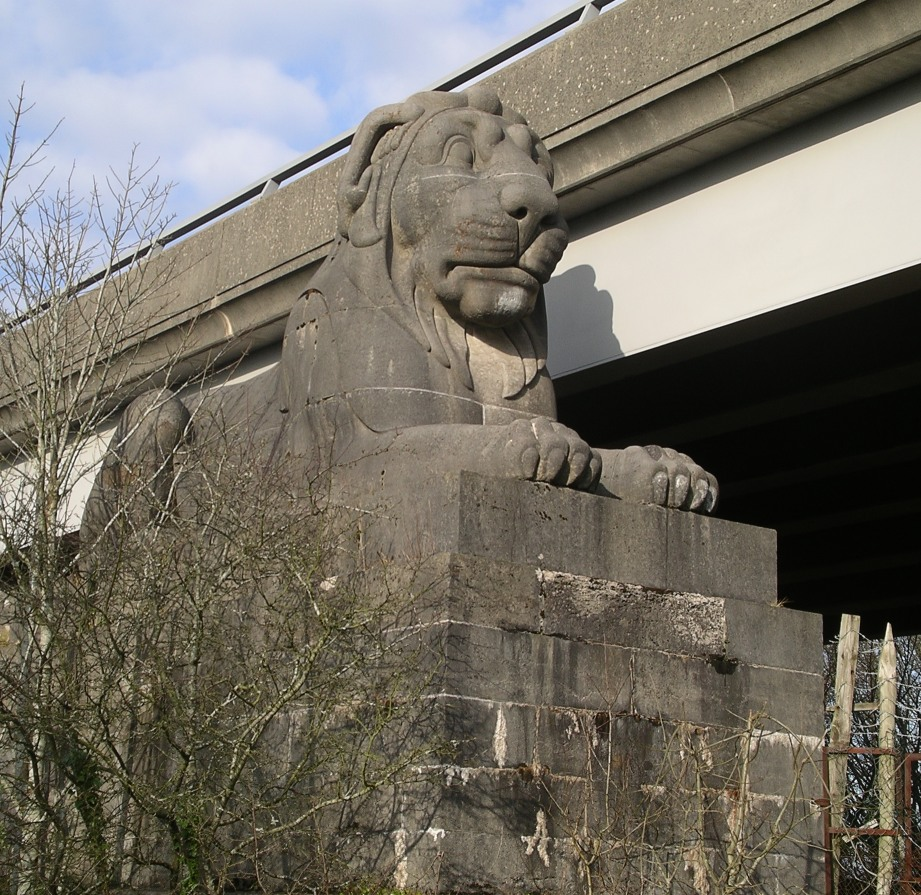
Un des quatre lions monumentaux qui gardent le pont.

### Incendie et reconstruction
Le soir du 29 mai 1970, le pont a été sévèrement endommagé par un incendie accidentel, provoqué par la chute d'une torche qui propagea le feu à l'intégralité des tubes,. Malgré les meilleurs efforts des pompiers du Caernarfonshire et de l'Anglesey, la hauteur, la structure et le manque d'un apport suffisant d'eau rendit impossible le contrôle du feu, qui se propagea des deux côtés du pont.
Dans les jours qui suivirent, il fallut se rendre à l'évidence : le pont, bien qu'apparemment intact vu de loin, était en partie détruit, déformé par la chaleur, et avait perdu toute résistance. Il fallait donc se résoudre à le démonter et à le repenser entièrement.
Les hautes piles, dont l'étrange silhouette égyptianisante garde toujours la marque du premier projet de pont tubulaire renforcé d'une suspension auxiliaire à chaînes, demeuraient en parfait état. On décida donc de les réutiliser, et lorsqu'on eut agrandi les passages qui les traversent en leur sommet, on se donna pour tâche, non de reconstruire l'ouvrage tel qu'il était auparavant, mais de l'adapter aux besoins modernes.

### Le pont aujourd'hui
C'est ainsi que le Britannia Bridge prit l'aspect qu'on lui connaît aujourd'hui : un pont en arc d'acier à deux niveaux, l'un, inférieur, destiné au trafic ferroviaire, l'autre, en "mezzanine", supportant un intense trafic routier, et même autoroutier.
Les habitants d'Anglesey, qui devaient jusqu'alors se contenter du vieux pont suspendu  de Telford pour leurs liens routiers avec la terre ferme, disposent donc aujourd'hui d'une liaison rapide et moderne, solution heureuse et inattendue, consécutive à un fâcheux accident.